# William Cavendish (1592-1676)
William Cavendish, I duque de Newcastle-upon-Tyne (Yorkshire, 6 de diciembre de 1592-Nottinghamshire, 25 de diciembre de 1676) fue un erudito inglés perteneciente a la aristocracia, que fue poeta, jinete ecuestre, dramaturgo, espadachín, político, arquitecto, diplomático y militar. Nacido en el seno de la rica familia Cavendish, en Handsworth en el condado de Yorkshire. La familia de William tenía una buena relación con la Casa de Estuardo, la monarquía reinante y comenzó a amasar fortuna después de ser investido como caballero de la antigua Orden del Baño y pronto heredó de su padre fincas en el norte de Inglaterra.
Entró en la órbita del rey Jacobo I de Inglaterra como cortesano, para más adelante, entablar amistad con su hijo, el futuro Carlos I de Inglaterra y su esposa Enriqueta María de Francia a quienes sirvió de anfitrión en banquetes lujosos y profusos festines. Se le asignó el título de marqués de Newcastle-upon-Tyne, de nueva creación, y se le encargó la educación del hijo de la pareja real, el futuro Carlos II de Inglaterra.
Cavendish fue un acérrimo monárquico, como así lo demuestra la financiación al rey en su guerra de los obispos y posteriormente durante la guerra civil inglesa, donde fue nombrado general para la lucha en el norte de Inglaterra contra los parlamentarios. Después de la derrota en la batalla de Marston Moor, Cavendish se autoimpuso el exilio, del que sólo regresó con la Restauración, momento en el cual se le reconoce su lealtad, creándosele el título de duque de Newcastle-upon-Tyne.

## Familia
Descendiente de la famosa familia Cavendish, hijo de Sir Charles Cavendish y Catherine Ogle (hija del VII barón Ogle. Por el lado paterno de su familia, los abuelos fueron Bess de Hardwick y el cortesano William Cavendish. Poco después del nacimiento de William, su único hermano, Charles, vino al mundo (aunque no se conoce exactamente cuándo). Fueron educados en la universidad de Cambridge, más concretamente en St John's College.
Con motivo de la coronación del príncipe Enrique como príncipe de Gales en 1610, Cavendish fue hecho caballero de la Orden del Baño, posteriormente viajó con Sir Henry Wotton, como embajador del duque de Saboya, y a su regreso se casó con su primera esposa, Isabel, nieta del I conde de Suffolk, que poseía una inmensa fortuna, y en varias ocasiones hospedaba y agasajaba al rey Jacobo I y a Carlos I con gran magnificencia en sus posesiones en Welbeck y Bolsover.

## Primeros títulos nobiliarios
El 3 de noviembre de 1620, Cavendish fue nombreado vizconde de Mansfield y el 7 de marzo de 1628 conde de Newcastle-upon-Tyne. En 1629 heredó de su madre la baronía de Ogle, junto con toda su fortuna y posesiones. En 1638 se convirtió en educador del entonces príncipe de Gales, Carlos II, y apenas un año después en consejero privado. Cuando la guerra de los obispos (1639-1640) estalló, se confirmó leal al rey Carlos I con un préstamo de 10 000 libras esterlinas y una tropa de caballería de voluntarios, integrada por 120 caballeros y gentilhombres.

## Guerra civil inglesa

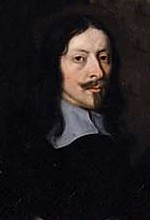
Cavendish fue un caballero realista destacado.

En 1641 Sir William se había visto salpicado por acusaciones de rebelión, y en consecuencia, se había apartado de la Corte. El 11 de enero de 1642 el rey Carlos I mandó a Cavendish tomar las riendas de Hull, pero el pueblo le negó el ingreso. Cuando el rey declaró la guerra abierta, Sir William recibió el mando de los cuatro condados del norte, manteniendo las tropas a sus expensas. Mantuvo las comunicaciones abiertas con la reina consorte, Enriqueta María de Francia, y envió al rey suministros y municiones. En noviembre de 1642 avanzó hasta Yorkshire, planteó el sitio de York, y obligó a Ferdinando Fairfax a retirarse después de haber atacado Tadcaster.

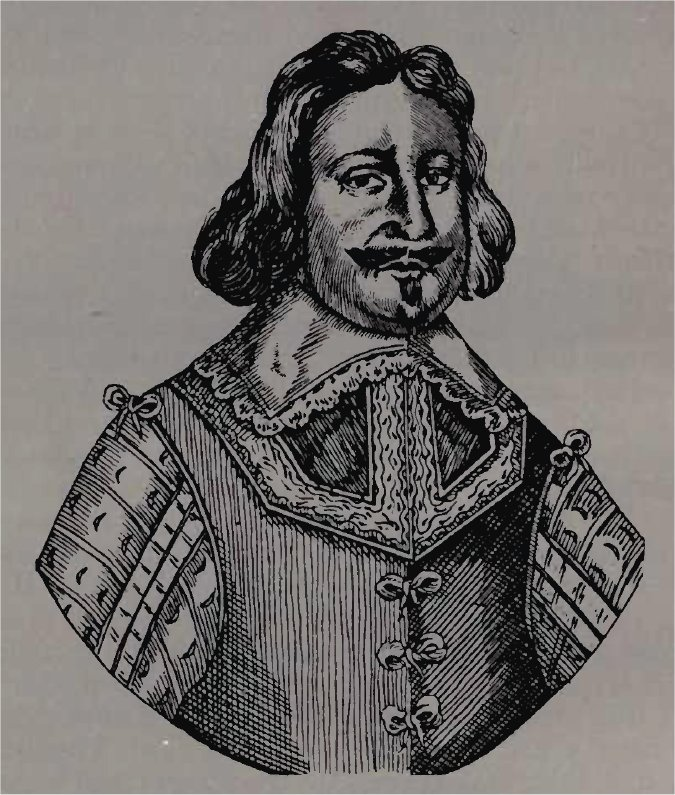
Ferdinando Fairfax, el gran antagonista de Sir William.

Tuvo que revisar su plan de ataque cuando Fairfax recapturó Leeds en enero de 1643, y se retiró a York. Escoltó a la reina, que regresó del extranjero en febrero a York, y con posterioridad capturó Wakefield, Rotherham y Sheffield, no así Leeds, pero sus éxitos fueron una vez más eclipsados por la familia Fairfax. En junio avanzó de nuevo, derrotándolos nuevamente en Adwalton Moor el 30 junio, tomando posesíon de todo Yorkshire a excepción de Hull y el castillo Wressel.
Cavendish podría haberse unido en ese momento a las fuerzas del rey contra el sublevado Robert Devereux, III conde de Essex, pero continuó su campaña en el norte, avanzando hasta Lincolnshire para atacar desde el este la asociación parlamentaria, rindiendo Gainsborough y Lincoln, con la intención de, desde allí, volver a sitiar y tomar Hull. Pero en su ausencia, la fuerza que había dejado en Lincolnshire, fue derrotada en Winceby por Oliver Cromwell el 11 de octubre de 1643, causando la pérdida de todo el condado. El 27 de octubre de 1643, fue investido marqués de Newcastle-upon-Tyne por sus éxitos militares.
Al año siguiente, la posición de Sir William se vio amenazada aún más por el avance de los escoceses. Contra un número mucho mayor de enemigos podía hacer poco más que hostigarles y cortarles, eventualmente, los suministros. Se batió en retirada hasta York, donde los tres ejércitos (los escoceses, las huestes de Fairfax y las de Edward Montagu, II conde de Mánchester), le sitiaron. El primero de julio de 1644 el príncipe Ruperto del Rin, sobrino del rey Carlos I levantó el sitio. Con York exitosamente aliviada, era casi seguro que los escoceses, Montagu y Farfaix se retirasen y se dividiesen, pero Ruperto insistió en que las órdenes recibidas del propio rey (que no mostró a Sir William)[cita requerida] eran derrotarlos en el campo de batalla, y al día siguiente hundió su éxito, atrayendo a los tres ejércitos a la batalla, contrariamente a los deseos de Sir William, en la batalla de Marston Moor donde fueron derrotados.

## Después de exiliarse de Inglaterra

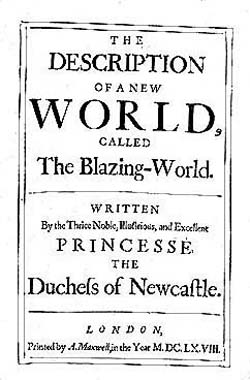
The Blazing World, libro de Margaret Cavendish.

Después del desastre de la batalla de Marston Moor, en contra de los ruegos de Ruperto y el propio rey, Sir William seguidamente anunció su intención de abandonar la causa y exiliarse de Inglaterra. Embarcó en Scarborough acompañado y asistido por un gran número de seguidores, incluido sus dos hijos y su hermano, estableciéndose  en Hamburgo en julio de 1644. Más de medio año después, se trasladó en abril a París, donde residiría los siguientes tres años. Allí conoció y se casó con su segunda esposa, Margaret Lucas, hija de Sir Thomas Lucas de St John's, Colchester, siendo ella 25 años menor que él. La nueva marquesa, era escritora romántica y dramaturga, y había sido dama de honor de la reina Enriqueta María. Su matrimonio se transmitía como un matrimonio felicísimo, como así haría entender la marquesa con la biografía que escribiría sobre Sir William, demostrando amor y admiración el uno por el otro. También en los sonetos dedicados a su marido en The Blazing World.
En 1648, Sir William partió a Róterdam con la intención de unirse al príncipe de Gales en el mando de la entonces "armada rebelde", fijando finalmente su residencia en Amberes, donde permaneció hasta la Restauración. En abril de 1650 fue nombrado miembro del  Consejo Privado de Carlos II, y en oposición a Edward Hyde, primer conde de Clarendon, abogó por el acuerdo con los escoceses. En Amberes, vivió en Rubenshuis (la casa donde el pintor Rubens vivió desde 1610 hasta su muerte en 1640) y donde estableció su escuela de equitación y publicó su primer trabajo sobre la equitación, Méthode et invention nouvelle de dresser les chevaux (1658; segunda edición, 1747; traducido como A General System of Horsemanship en inglés, en 1743).[cita requerida] Este trabajo tuvo una gran influencia en uno de los más grandes maestros franceses de equitación, Francois Robichon de la Gueriniere. También se dice que fue el inventor de un tipo de riendas (las draw reins).

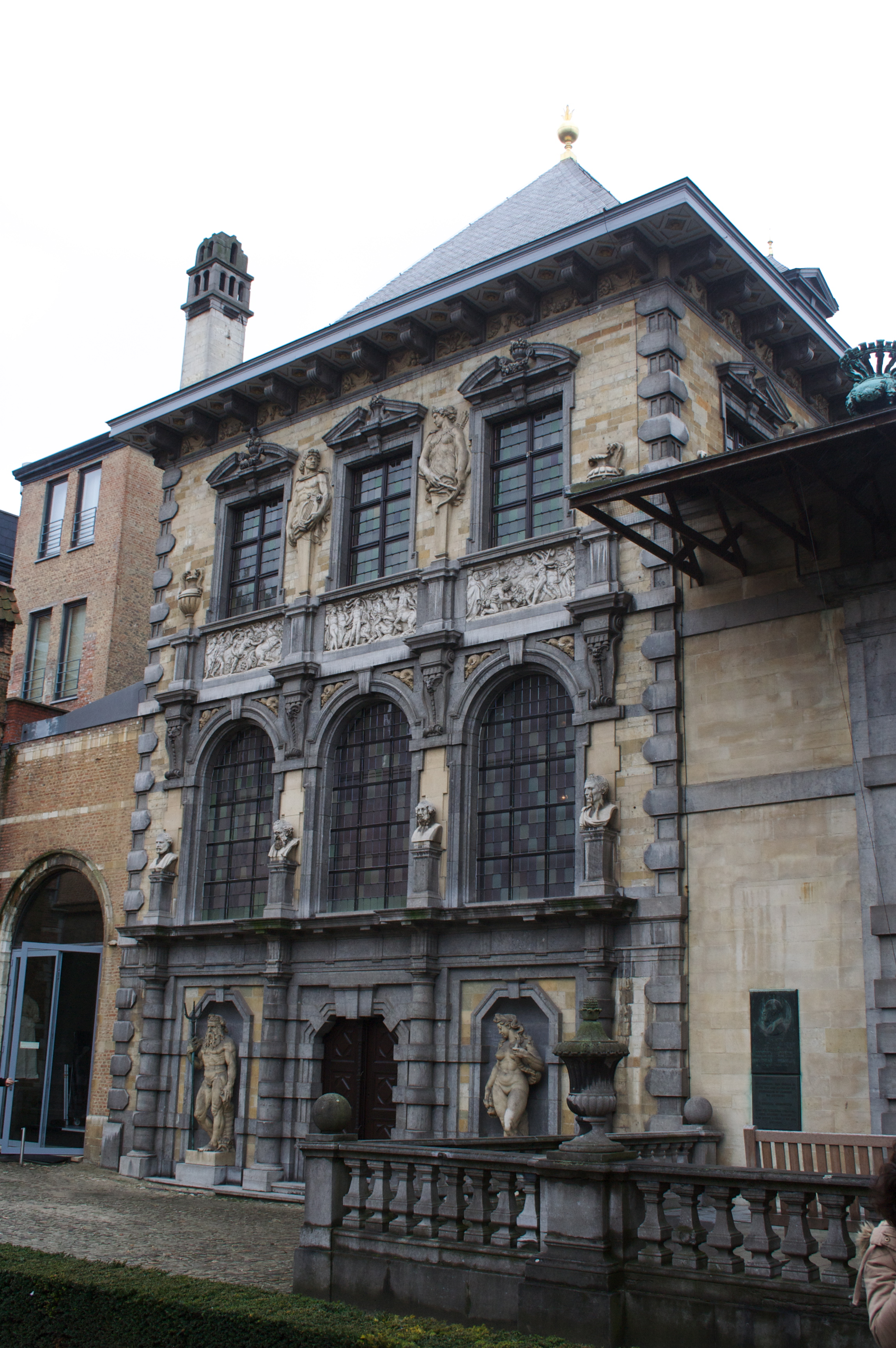
Fachada de Rubenshuis

Con la Restauración en 1660, Sir William volvió a Inglaterra, logrando recuperar la mayor parte de sus propiedades, aunque cargadas de deudas, su esposa estimó sus pérdidas totales durante la guerra en la enorme suma de 941.303 libras esterlinas. Fue restituido en los cargos que ostentaba con Carlos I, en 1661 en la Orden de la Jarretera y fue promocionado a duque el 16 de marzo de 1665. Sin embargo, se retiró de la vida pública y se centró en la gestión de su hacienda y su ejercicio favorito, la doma y formación de caballos. Estableció un hipódromo cerca de Welbeck. En sus últimos años, sufrió de enfermedad de Parkinson, y la repentina muerte de su segunda esposa fue un golpe del que nunca se recuperó.
El duque murió en la Abadía de Welbeck el día de Navidad de 1676, y fue enterrado y sepultado en la Abadía de Westminster. Con su primera esposa tuvo 10 hijos, de los cuales sólo uno le sobrevivió, Henry, convirtiéndose en el II duque de Newcastle-upon-Tyne, muriendo en 1691 sin descendencia masculina; motivo por el cual el título se extinguió y sus propiedades pasaron a su tercera hija, Margaret, esposa de John Holles, IV conde de Clare, persona en la cual se reinstauraría el título de duque de Newcastle en 1694, como John Holles, I duque de Newcastle-upon-Tyne.
Con la ayuda de John Dryden, Sir William tradujo la obra de Molière El atolondrado o los contratiempos como Sir Martin Mar-All en 1688. Contribuyó con escenas en las obras de su esposa, cuyos poemas se pueden encontrar entre sus obras.
Sir William fue mecenas del propio John Dryden, Ben Jonson, James Shirley, William Davenant, Thomas Shadwell, Richard Flecknoe, Thomas Hobbes, Pierre Gassendi y de René Descartes, entre otros.
Durante su estancia en Amberes, los Cavendish dispusieron de una capilla de 5 músicos. Estando familiarizados con varios de los compositores contemporáneos ingleses, la biblioteca familiar contenía una importante colección de música de estos compositores.
Como curiosidad, el departamento Manuscripts and Special Collections, de la universidad de Nottingham posee una serie de documentos relativos al primer duque de Newcastle:
- The Cavendish Papers (Pw 1).
- Parte de la Portland (Welbeck) Collection, incluyendo alguno de sus documentos personales.
- La Portland Literary Collection (Pw V), incluyendo originales de alguno de sus trabajos literarios.
- Y la Newcastle (Clumber) Collection (Ne), que incluye algunos documentos de propiedad, por ejemplo, en relación con la compra del castillo de Nottingham.

## Trabajos de William Cavendish
- Méthode et invention nouvelle de dresser les chevaux (1658).
- A New Method and Extraordinary Invention to Dress Horses and Work them according to Nature... (1667).
  - (en francés) La methode et inuention nouuelle de dresser les cheuaux par le tres-noble, haut, et tres-puissant prince Guillaume marquis et comte de Newcastle ..., 1658.

## Obras de Teatro
- The Country Captain, o Captain Underwit (publicada en 1649).
- The Varietie (publicada 1649).
- The Humorous Lovers (realizada en 1667, publicada en 1677).
- The Triumphant Widow (realizada 1674, publicada en 1677).

## Títulos y tratamientos
- Sr. William Cavendish (1592-1610).
- Sir William Cavendish, caballero de la Orden del Baño (1610-1620).
- El reverendísimo honorable vizconde de Mansfield, caballero de la Orden del Baño (1620-1628).
- El reverendísimo honorable conde de Newcastle-upon-Tyne, caballero de la Orden del Baño (1628-1639).
- El reverendísimo honorable conde de Newcastle-upon-Tyne, caballero de la Orden del Baño y consejero privado (1639-1643).
- El excelentísimo honorable marqués de Newcastle-upon-Tyne, caballero de la Orden del Baño y consejero privado (1643-1650).
- El excelentísimo honorable marqués de Newcastle-upon-Tyne, caballero de la Orden de la Jarretera, de la Orden del Baño y consejero privado (1650-1665).
- Su graciosidad el duque de Newcastle-upon-Tyne, caballero de la Orden de la Jarretera, de la Orden del Baño y consejero privado (1665-1676).